# Слушка, Юзеф Богуслав
Ю́зеф Богу́слав Слу́шка (пол. Józef Bogusław Słuszka; 22 октября 1652 — 8 октября 1701, Краков, Польша) — военный и государственный деятель Великого княжества Литовского и Речи Посполитой, ловчий великий литовский (1673—1676), хорунжий великий литовский (1676—1683), маршалок надворный литовский (1683—1685), каштелян трокский (1685), каштелян виленский (1685—1701), гетман польный литовский (1685—1701).

## Биография
Представитель литовского дворянского рода Слушков герба «Остоя». Старший сын подскарбия надворного литовского Богуслава Ежи Слушки (ок. 1620—1658) и Анны Потоцкой (ум. 1695).
Родился в 1652 году. Был старостой Ланцкоронским, Пинским, Пенявским, Йезерским, каштеляном Виленским с 1685 по 1701. Был убеждённым сторонником короля Речи Посполитой Яна Собеского. Будучи очень знатным литовским шляхтичем, большую часть времени проводил в Польше, а не в Литве.
В 1681 году построил монастырь бернардинцев и духовную школу в Воложине.
В Домашней войне (1696—1702) в Великом княжестве Литовском поначалу Юзеф Богуслав Слушка поддерживал род Сапег, которые воевали против остальных знатных родов, но после смерти короля Яна Собеского решил уйти в оппозицию вместе со своим младшим братом Домиником, воеводой Полоцким, к Михаилу Сервацию Вишневецкому и Людвику Поцею за что в 1701 году он потерял булаву польного гетмана литовского, которую он получил ещё в 1685.
Во время многочисленных сражений с татарами и турками во время кампаний 1673—1698 годов, Юзеф Богуслав Слушка показал себя как прекрасного наездника и храброго воина, однако не выказывая никакого полководческого таланта. В 1697 году чтобы оставить после себя что-нибудь на память потомкам заложил крепость Тересполь (Люблинское воеводство). Умер Слушка 8 октября 1701 года в Кракове.
Был женат на Терезе Корвин-Гонсевской (ум. 1708), дочери польного гетмана литовского Винцента Корвин-Гонсевского (1620—1662) и Магдалены Конопацкой (ум. 1694), от брака с которой детей не имел.